# Jules César (pièce de théâtre)
Pour les articles homonymes, voir Jules César (homonymie).
Jules César est une pièce de théâtre adaptée par Maurice Clavel de la tragédie Julius Caesar de William Shakespeare  et mise en scène par Robert Hossein. Elle a été représentée pour la première fois le 19 septembre 1985 au Palais des Sports.

## Synopsis
La pièce relate l'histoire de la  conspiration contre Jules César et son assassinat.

« Pour moi, cette tragédie est celle de tous les hommes, de tous les pays, de tous les temps. Ambition, trahison, complot, folie meurtrière, l'histoire de l'humanité n'est en effet qu'une succession de crimes, de guerre, presque toujours dictés par la soif de puissance et de délire d'orgueil. »

— Robert Hossein.

## Fiche technique
- Titre : Jules César
- Titre original : Julius Caesar
- Auteur : William Shakespeare
- Adaptation : Maurice Clavel
- Mise en scène : Robert Hossein
- Prologue : Alain Decaux
- Musiques : 
  - Respighi, les pins de Rome (extraits) par l'Orchestre National du Capitol, sous la direction de Michel Plasson
  - André Hossein, Arya - Miniature (extraits)
- Décors : Jacques d'Ovidio
- Costumes : Sylvie Poulet, Martine Mulotte
- Éclairages : Robert Hossein
- Sonorisation : Claude Wargnier
- Ingénieur du son : Maurice Gilbert
- Administrateur : Alain Brachet
- Pays d'origine : Angleterre
- Genre : Tragédie

## Distribution
- Robert Party : Jules César
- Jean-Claude Jay : Cassius
- William Sabatier : Casca
- Claudine Coster : Calpurnia
- François Marthouret : Brutus
- Jean-Pierre Sentier : Marc Antoine
- Pierre Forest : Octave
- Odile Cohen : Portia